# Spinning the Wheel
"Spinning the Wheel" − indierockowa kompozycja autorstwa brytyjskiego wokalisty George Michaela i Jona Douglasa, zrealizowana na trzeci studyjny album Michaela pt. Older (1996); jednocześnie trzeci z kolei singel promujący ową płytę.

## Listy utworów i formaty singla
UK CD (VSCDG 1595) 14/08/1996
1. "Spinning the Wheel" (radio edit) – 4:57
2. "You Know What I Want To" – 4:35
3. "Safe" – 4:25
4. "Spinning the Wheel" (Forthright Edit) – 4:41

EU CD The Dance Remixes (VSCDX 1595)
1. "Spinning the Wheel" (Forthright Club Mix) – 8:11
2. "Fastlove" (Forthright Edit) – 4:23
3. "Spinning the Wheel" (Jon Douglas Remix) – 6:40